# Staufen (Adelsgeschlecht)

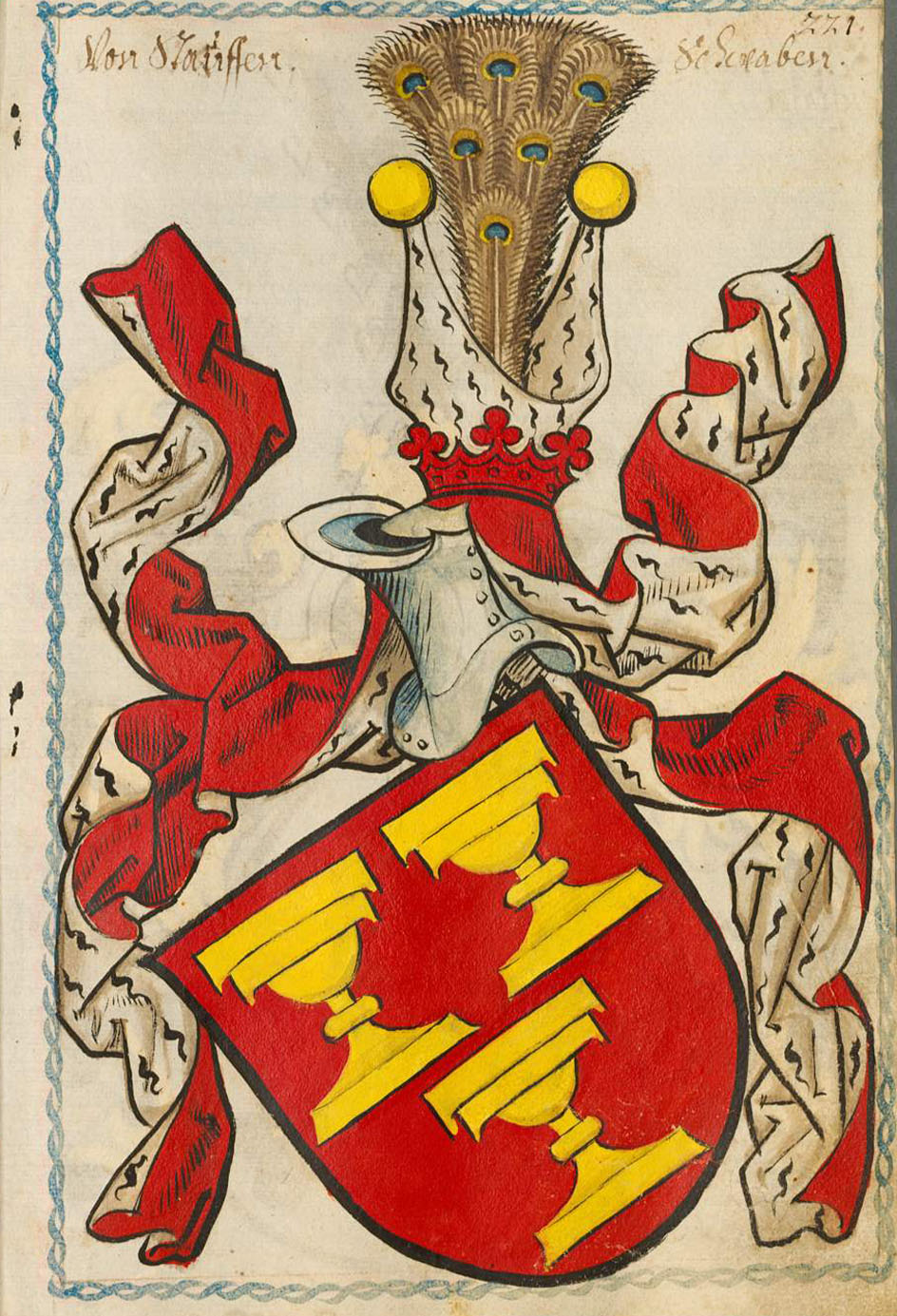
Wappen der Herren von Staufen

Die Herren von Staufen waren ein süddeutsches Adelsgeschlecht, das im Breisgau beheimatet und begütert war und das ursprünglich als Ministerialen der Zähringer wirkte. Das Geschlecht ist seit 1120 belegt und starb im Mannesstamm 1602 aus.
Das Geschlecht ist nicht verwandt mit dem hochadeligen Geschlecht der Staufer (Hohenstaufen).

## Geschichte
Der erste Herr von Staufen, Adalbert, ist zu Beginn des 12. Jahrhunderts, zur Zeit des Zähringer-Herzogs Berthold III. erwähnt. Er war Bruder des Zähringerministerialen Kuno von Blankenberg. Der Name bezieht sich vermutlich von Anfang an auf ihren Stammsitz, die Burg Staufen.
Zur Zeit des Zähringer-Herzogs Berthold IV. (um 1160) bekleidete ein Gottfried von Staufen das Amt des Marschalls und seit 1218 sind sie zweifelsfrei als Vögte des Klosters St. Trudpert belegt, das auch die Grablege des Geschlechts wurde. Die Vogtei über St. Trudpert und dessen Stadt Münster eröffnete den Herren von Staufen den Zugriff auf die Silberbergwerke im oberen Münstertal. Die Kontrolle über das Gebiet übten sie von ihrer Burg Scharfenstein aus.
In der ersten Hälfte des 13. Jahrhunderts scheinen die von Staufen in den Rang von Edelfreien aufgestiegen zu sein. Unter Kaiser Friedrich III. (1452–1493) wurden die Edelfreien von Staufen dann in den Reichsfreiherrenstand erhoben. Gleichwohl wurden sie unter dem Druck der übermächtigen Habsburger Mitglied der vorderösterreichischen bzw. Breisgauer Landstände.
1346 erhielt Johann von Staufen von den Habsburgern die Burg Werrach bei Wehr als Lehen. Dies gehörte zur Entschädigung für den Verkauf der Stadt Münster und der Burg Scharfenstein.
Mit Georg Leo von Staufen starb die männliche Linie des Hauses 1602 aus.

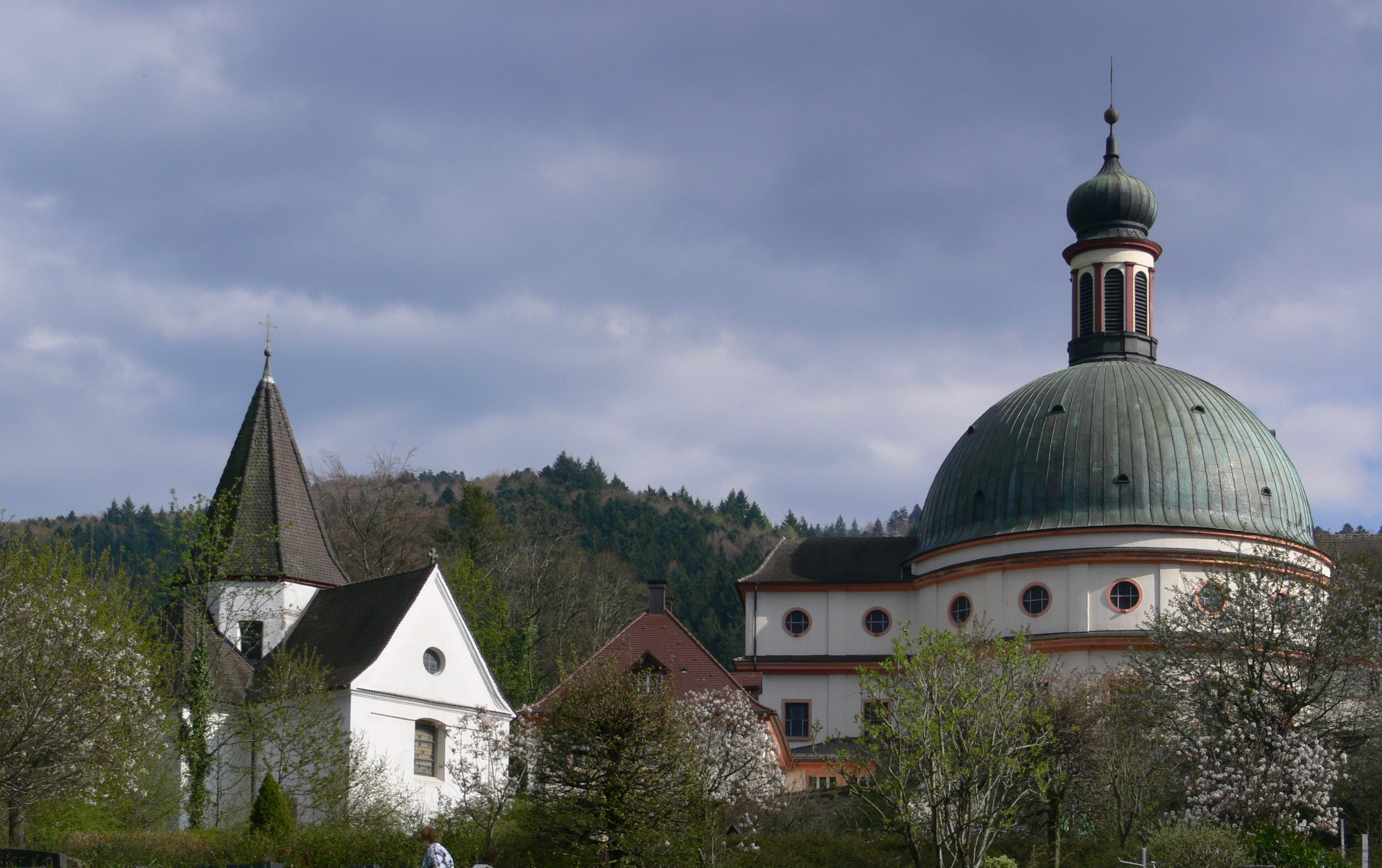
St. Trudpert: Trudpertskapelle und neue Klosterkirche

In der Literatur wird angenommen, dass bereits Marschall Gottfried von Staufen um 1175 die Vogtei des Klosters hatte, belegt sind die Herren von Staufen als Vögte aber erst seit 1218. Seit 1277 hatten die Staufener die Vogtei des Klosters St. Trudpert als Lehen der Habsburger inne. Bis 1325 besaßen die Herren von Staufen die Schirmvogtei über das Kloster St. Trudpert als Erblehen, danach wurde die Schirmvogtei jeweils personenbezogen per Lehensvertrag übergeben.
Folgende Vögte von St. Trudpert aus dem Haus derer von Staufen sind bekannt:
- Johannes von Staufen – 1325
- Gottfried von Staufen – 1333
- Gottfried (Götz) von Staufen – 1370
- Burkhard von Staufen – 1410
- Bertold von Staufen – 1413
- Jakob von Staufen – 1451
- Martin von Staufen – 1484
- Trudpert von Staufen – 1487
- Leo von Staufen – 1520
- Hans Ludwig von Staufen – 1537
- Anton von Staufen – 1554
- Georg Leo von Staufen – 1577

Die Reihe der Vögte aus dem Haus Staufen wird hin und wieder durch einen Vogt anderer Herkunft unterbrochen, das Haus Staufen ist jedoch absolut dominierend.

## Bekannte Namensträger
- Gottfried von Staufen, Marschall der Zähringer
- Agnes von Staufen,[7] (* um etwa 1165/1170, † vor 1232), Gemahlin von Rudolf II. (Habsburg)
- Werner von Staufen, Bischof von Konstanz (1206–1209). Ob er tatsächlich der Breisgauer Familie gleichen Namens entstammte, ist umstritten.
- Diethelm von Staufen, Abt von St. Trudpert (1384–1410)[8]
- Anna Eleonore von Staufen, Fürstäbtissin der Stifte Essen und Thorn, † 1646
- Barbara von Staufen, erste Ehefrau von Rudolf IV. von Sulz

## Wappen
Das Wappen zeigt auf rotem Schild dreimal einen goldenen Stauf, gedeckt mit einer Patene. Die Stadt Staufen hat es übernommen, erweitert um fünf Sterne. Auch manche Orte, in denen die Herren von Staufen einst die Ortsherrschaft ausübten, zeigen den Stauf in ihren Wappen. Aktuell ist er in denen von Ballrechten-Dottingen und Pfaffenweiler zu finden, wie es auch in den ehemaligen Wappen von Wettelbrunn, Norsingen und Scherzingen der Fall war.